# Фризские шашки
Фризские (или фрисландские) шашки — вариант игры в шашки на 100-клеточной доске. Распространены в Нидерландах. Правила игры сходны с правилами международных шашек, основное отличие в правилах боя. Цель игры — уничтожить все шашки противника или лишить их возможности хода («запереть»).

## Правила игры
Для игры используется доска 10×10 клеток. Шашки расставляются на чёрных полях первых четырёх горизонтальных рядов с каждой стороны. Играющий белыми ходит первый, далее ходы делаются поочередно. Шашки делятся на простые и дамки. В начальном положении все шашки простые.
Правила хода
- Простая шашка ходит по диагонали вперёд на одну клетку. При достижении любого поля последней горизонтали, простая шашка превращается в дамку.
- Дамка ходит по диагонали на любое свободное поле как вперёд, так и назад.
- Правило трёх ходов: игрок, у которого есть дамка и простые шашки, может выполнить ход дамкой без боя только три раза подряд. После этого возможен только взятие этой же дамкой или ходы другими шашками.

Правила взятия
- Взятие обязательно. Направления взятия равноправны. Шашки снимаются с доски лишь после того, как берущая шашка остановилась.
- Бить можно не только по диагонали, но и по вертикали и горизонтали. При взятии по горизонтали или вертикали простая шашка становится на следующую свободную чёрную клетку.
- При взятии применяется правило турецкого удара — если при бое нескольких шашек противника шашка или дамка повторно выходит на уже побитую шашку, то ход останавливается (то есть, запрещается дважды брать одну и ту же шашку, при этом можно пересекать дважды одно и то же пустое поле).
- Если есть несколько вариантов взятия, нужно выполнить тот из них, при котором бьётся максимальное количество шашек соперника. При этом, дамка считается ценнее простой шашки, то есть при возможности взятия, например, двух простых или простой и дамки необходимо бить простую и дамку. Ценность двух простых шашек выше, чем ценность одной дамки.
- Если имеется выбор боя дамкой или простой одинакового количества шашек, то необходимо бить дамкой.
- В случае, когда может быть взято большее количество дамок, действует следующее правило: число дамок имеет ценность вдвое большего числа шашек минус ½. То есть, три дамки, которые могут быть побиты, имеют ценность 5½ простых шашек.

Правило семи ходов
- При достижении в эндшпиле положения двух дамок против одной, соперник владеющий двумя дамками должен взять дамку соперника в течение 7 ходов. Если ему это не удаётся, то партия признаётся ничейной.

Шашечная нотация
По нотации, как и в международных шашках, все чёрные поля имеют номера (от 1 до 50). Нумерация доски начинается со стороны чёрных и идёт справа налево. Для записи хода простой шашки или дамки обозначают сначала поле, где шашка или дамка стояла, затем ставят тире и записывают поле, на которое она ставится (например: 8-12). При записи взятия (боя) вместо тире ставится знак умножения (например: 12х21, 47х24х35).

## Международные соревнования
В 2017 году состоялся первый чемпионат Европы по фризским шашкам.
В 2018 году был проведён 1-й чемпионат мира.
В 2021 состоялся матч за звание чемпиона мира.
В 2024 прошёл 2-й чемпионат мира.